# Märkband (böcker)
Märkband är dels den svenska fackmässiga termen för de band- som löper från bokryggen till bokens inlaga för att markera en eller flera sidor.
Psalmboken brukar vanligtvis ha två märkband, medan missalet kan vara utrustat med upp till sex märkband.